# Tamariu
Tamariu är en ort i Spanien.   Den ligger i provinsen Província de Girona och regionen Katalonien, i den östra delen av landet, 600 km öster om huvudstaden Madrid. Tamariu ligger 11 meter över havet och antalet invånare är 273.
Terrängen runt Tamariu är varierad. Havet är nära Tamariu åt sydost.  Närmaste större samhälle är Palafrugell, 3,6 km väster om Tamariu. 